# 燦爛時光 (書店)
燦爛時光東南亞主題書店（Brilliant Time: Southeast Asia-themed bookstore）位於臺灣新北市中和區，為東南亞教育科學文化協會經營、「東南亞閱讀大聯盟」之獨立書店，以蒐集、提供民眾借閱東南亞主題書籍為主，並舉辦東南亞相關藝文活動、提供東南亞語言學習場地，服務民眾包括而不限於在臺灣新住民。
東南亞閱讀大聯盟共同發起人張正為中華外籍配偶暨勞工之聲協會秘書長、前《四方報》總編輯。

## 店名、創辦人
「燦爛時光」店名，源自《燦爛時光：Lucie的人生探索》——天下雜誌出版、四方報社長成露茜的傳記。
共同創辦人張正，曾任四方報總編輯。成露茜，是張正的老闆及老師。
共同創辦人廖雲章為張正之妻，曾任台灣立報副總編輯、天下雜誌「獨立評論@天下」主編。

## 所在地
燦爛時光書店，位於新北市中和區興南路一段，鄰近緬甸華僑聚集的華新街。

## 營運方式
燦爛時光以借閱為書籍的流通方式，簡稱「三不一堅持」，亦即：『不同於書店，這裏只借不賣；不同於圖書館，這裏借期無限；不同於租書店，這裏全額退還押金。』而為了讓前後讀者透過書籍交流、感受彼此的溫度，堅持讀者有權在白淨的書籍上畫線、畫記號、寫眉批、寫心得。
2016年於台北車站一樓大廳開辦F24地板圖書館，2017年於台南市台南公園、高雄市高雄車站分別設置週日的行動圖書館。
每年籌辦移民工文學獎，並出版移民工文學獎作品集。

## 大事記
燦爛時光書店，2015年4月12日潑水節開幕。發起「帶一本自己看不懂的書回台灣」運動，鼓勵眾人自東南亞帶回當地書籍，提供在台灣的移民、移工閱讀。
此活動不斷延續，包括台北101及誠品文化藝術基金會亦加入。
- 2015年8月23日：網路溫度計評選台灣十大獨立書店，燦爛時光被選為第四名。[8]
- 2016年9月10日：財訊雙週刊選出七間人情味獨立書店，燦爛時光列名其中。[9]
- 2017年11月7日：燦爛時光獲選La Vie雜誌2017台灣創意力100之10大創意場域。[10]
- 2018年，燦爛時光共同創辦人廖雲章獲頒教育部社會教育貢獻獎。[11][12]
- 2017年，燦爛時光共同創辦人張正獲頒教育部社會教育貢獻獎。
- 2018年：燦爛時光與緬甸街住民楊萬利共同創辦《緬甸街》（Mingalar par）雙語季刊[13]
- 2018年：燦爛時光共同創辦人廖雲章獲頒中華民國教育部「107年度教育部社會教育貢獻獎」。[12]
- 2018年，燦爛時光共同創辦人張正獲選第一屆台灣義行獎。
- 2019年，於教育廣播電台開辦塊狀節目「燦爛夜光」。
- 2019年：燦爛時光所屬之東南亞教育科學文化協會獲得新北市文化獎。[14]
- 2020年5月，串聯多家媒體與社運團體，發起尋找失去聯繫的第二位媽媽計畫。[15]
- 2022年5月，參與台北當代藝術館「非遊記」。[16]

## 行政首長到訪
由於營運方式獨特，燦爛時光經常受到國內外媒體報導。也常常接待不分黨派的政治人物如蔡英文、馬英九、黃志芳、朱立倫、侯友宜等。
2015年4月，書店開幕前兩日，民主進步黨主席蔡英文與黨職人員蘇嘉全、羅致政、林靜儀等人前來拜訪並贈書。
2016年4月，書店開幕週年餘，時任中華民國總統馬英九前來拜訪並贈書，並強調：「一個偉大的城市，必須善待曾經幫助過我們的人。」
2018年8月，新北市市長朱立倫、新北市市長候選人侯友宜陸續來訪，侯友宜並在燦爛時光發表其新住民政策，表示：「如果沒有辦法善待新住民，就不能說是有國際觀國家。」